# ヤン・ウィルデンス
ヤン・ウィルデンス（Jan Wildens、1586年 - 1653年10月16日）は、フランドルの画家である。おもに風景画を描いた。ピーテル・パウル・ルーベンスの友人で、共作もした。

## 生涯
アントウェルペンで生まれた。父親を早く亡くし母親はコルネリス・コックという人物と再婚し、後に異父妹が風景画家のコルネリス・デ・フォスと結婚した。
1596年にアントウェルペンの聖ルカ組合にピーター・ファン・デル・フルスト1世(Pieter van der Hulst (I): 1570-1627/8)の弟子として登録され、1604年に親方として登録された。自らの工房を開き、1610年にAbraham Leerseという弟子もとった 。この頃12か月を象徴する寓意画のシリーズを制作し、版画として出版した。1613年か1614年にイタリアに旅し、1616年までイタリアに滞在した 。ローマでも12か月の寓意の絵画のシリーズを描いたが、ローマ在住のフランドル出身の画家パウル・ブリル(1553/1554-1626)の影響を受けて、より写実的なスタイルに変わった。
アントウェルペンに戻ると、ピーテル・パウル・ルーベンス(1577-1640)としばしば共作するようになり、友人となった。ルーベンスのタペストリーのデザインで共作し、アントウェルペンの主要な画家とも共作した。1619年に結婚し、この結婚式の証人はルーベンスが務めた。妻の姪エレーヌ・フールマンは後にルーベンスの二番目の妻となった。1635年にルーベンスの指揮下で、スペインの王子でスペイン領ネーデルラント総督、フェルナンド枢機卿のアントウェルペン入城を歓迎するための装飾の仕事にアントウェルペンの多くの画家たちとともに参加した。
画家として成功し、アントウェルペンに大きな画廊を開き、この画廊も成功した。1640年にルーベンスが亡くなった時には、その遺言執行者を務めた。
1653年にアントウェルペンで没した。息子のヤン＝バティスﾄ・ウィルデンス(Jan-Baptist Wildens: 1620-1637)とエレミアス・ウィルデンス	(Jeremias Wildens: 1621-1653)も画家になったが、若くして亡くなった。弟子には息子たちの他にヘンドリック・ファン・バーレン2世(Hendrick van Balen le Jeune: 1623–1661)がいる。

## 作品

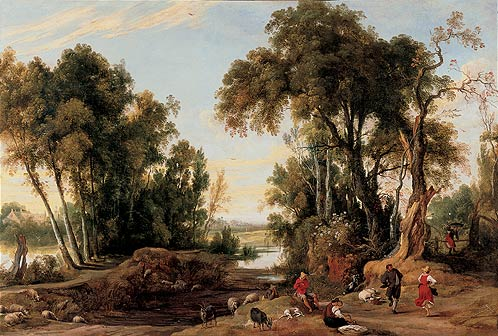
踊る羊飼いたちのいる風景画 (1631)
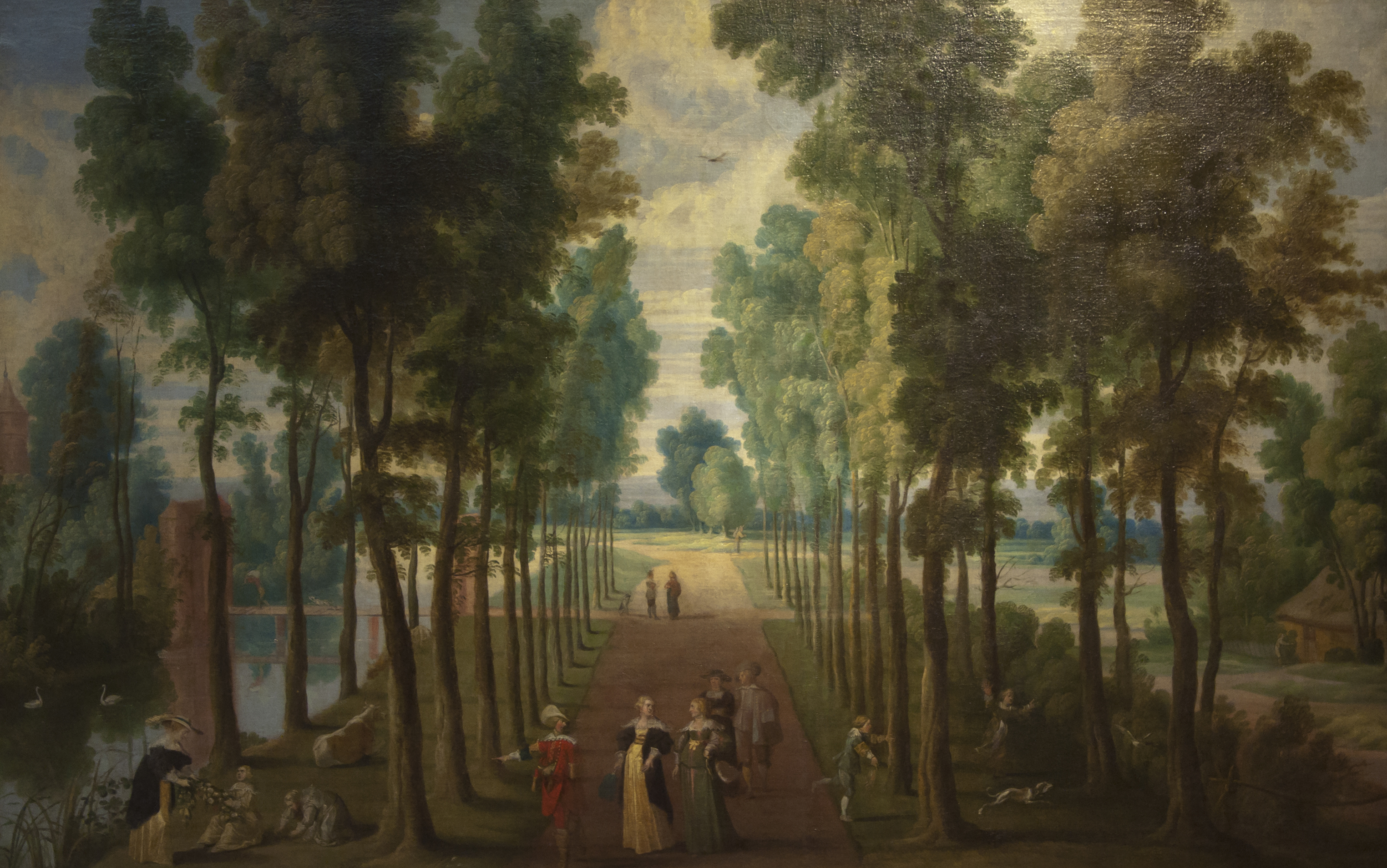
小川のほとりの道 (1617/1620) セビーリャ美術館
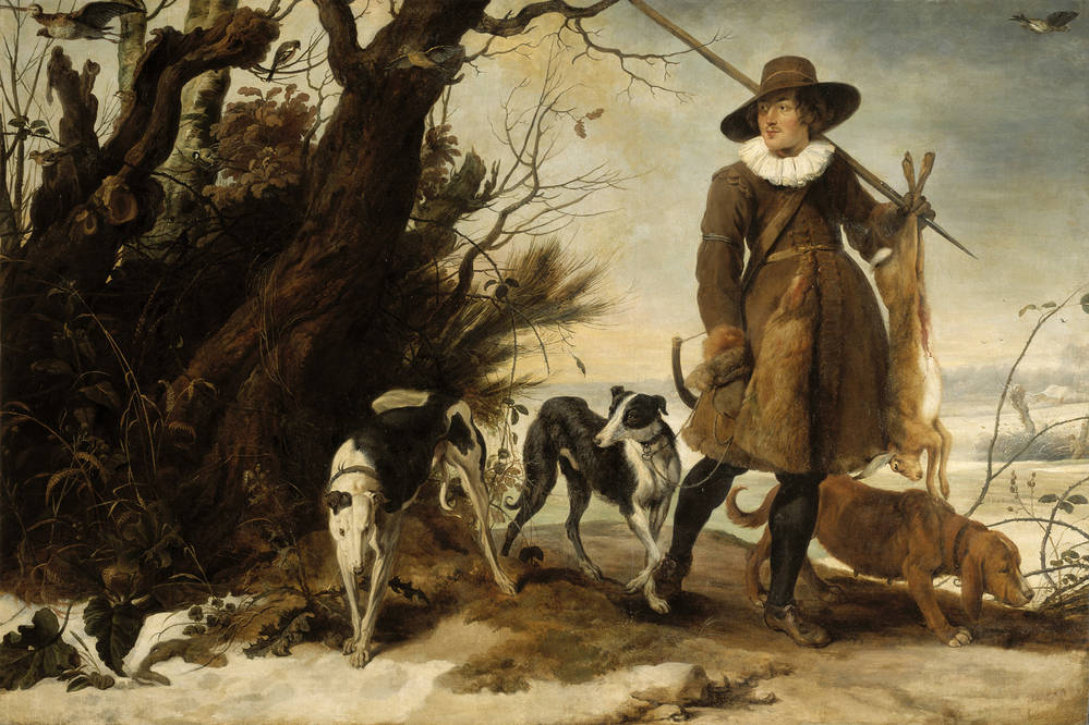
ハンターのいる冬景色 (1624) アルテ・マイスター絵画館
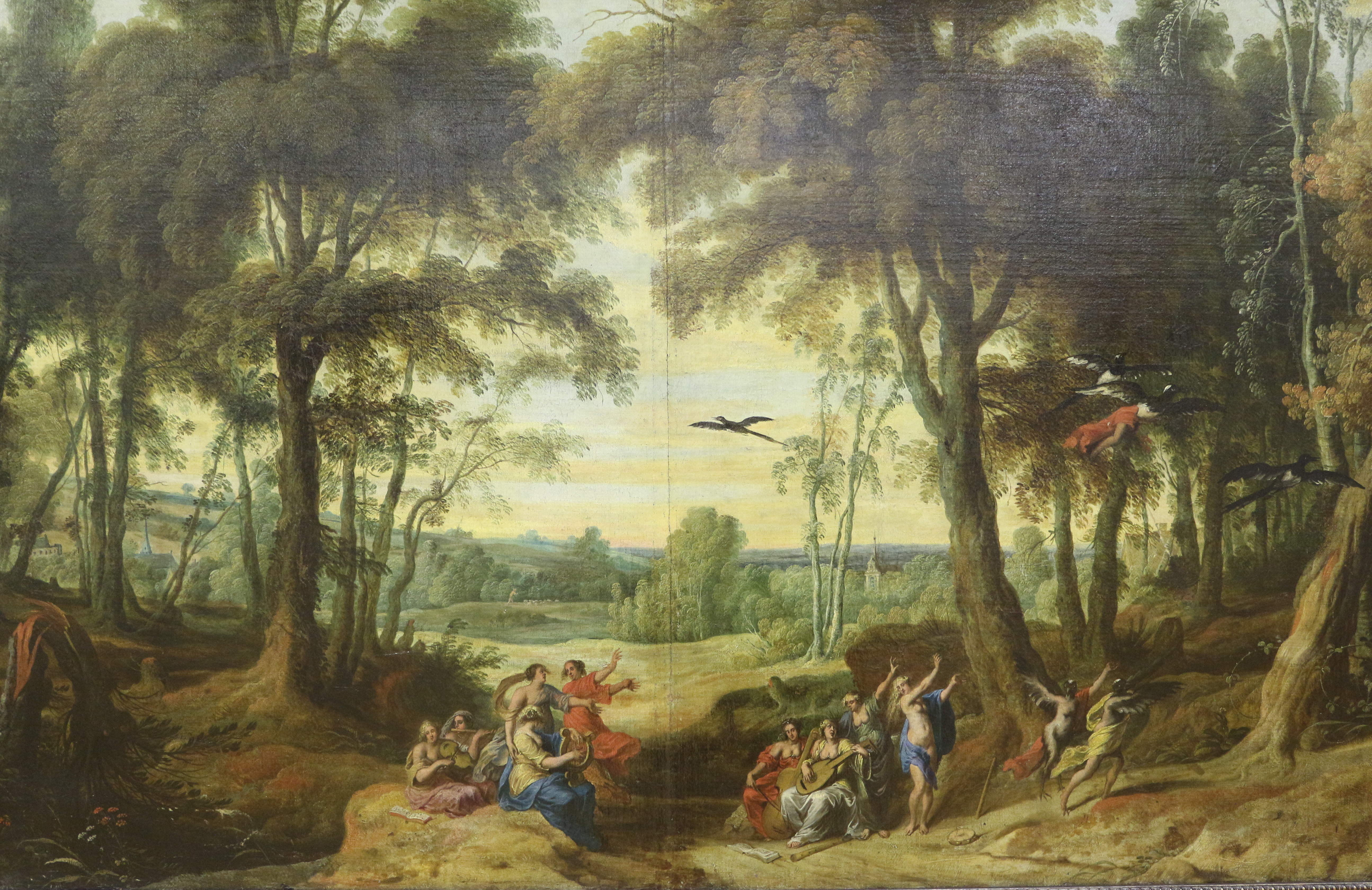
"Transformation of Women into Magpies" エカテリンブルク美術館
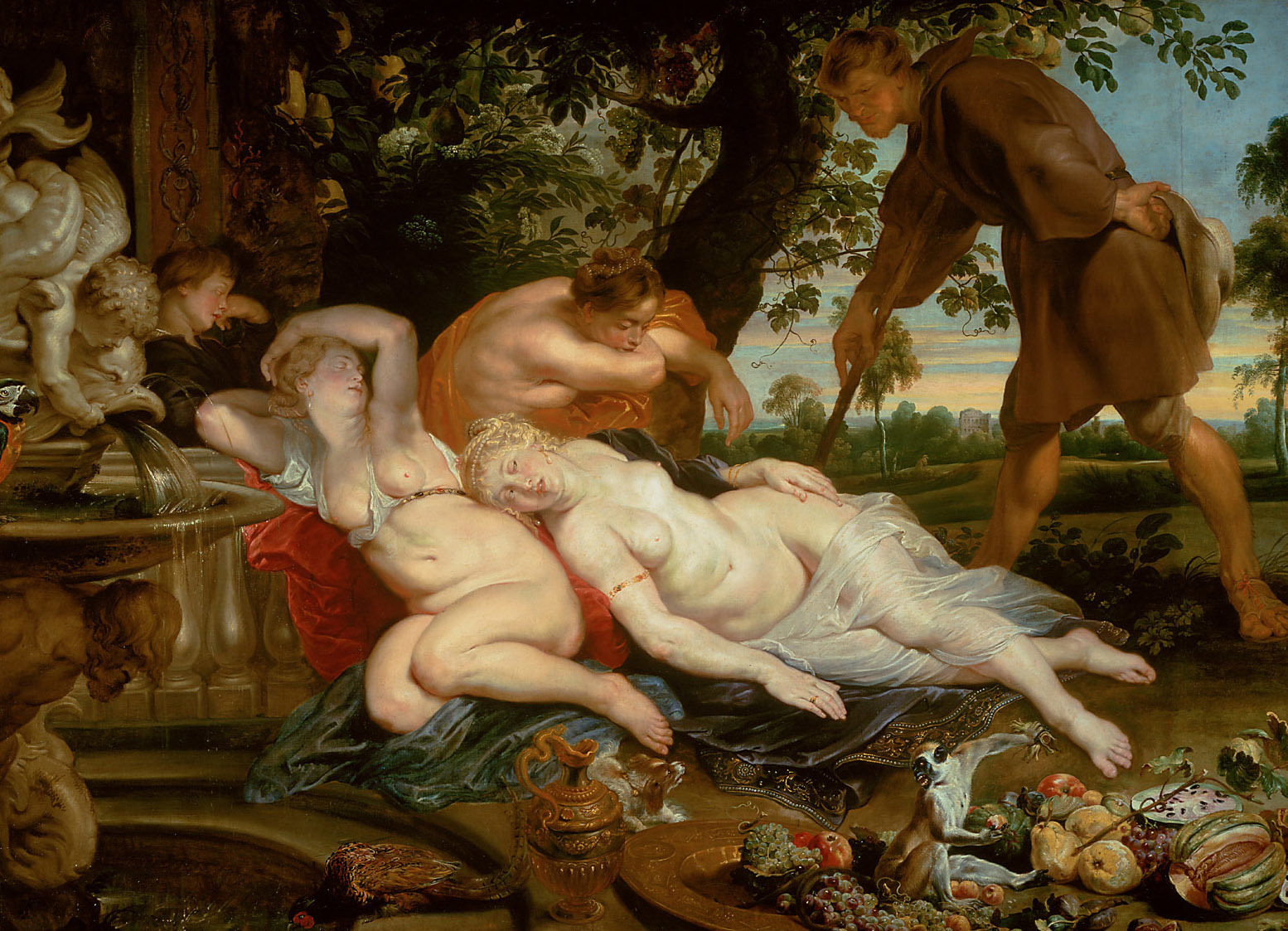
ルーベンス、フランス・スナイデルスと共作『キモンとエフィゲニア』（c.1617) 美術史美術館
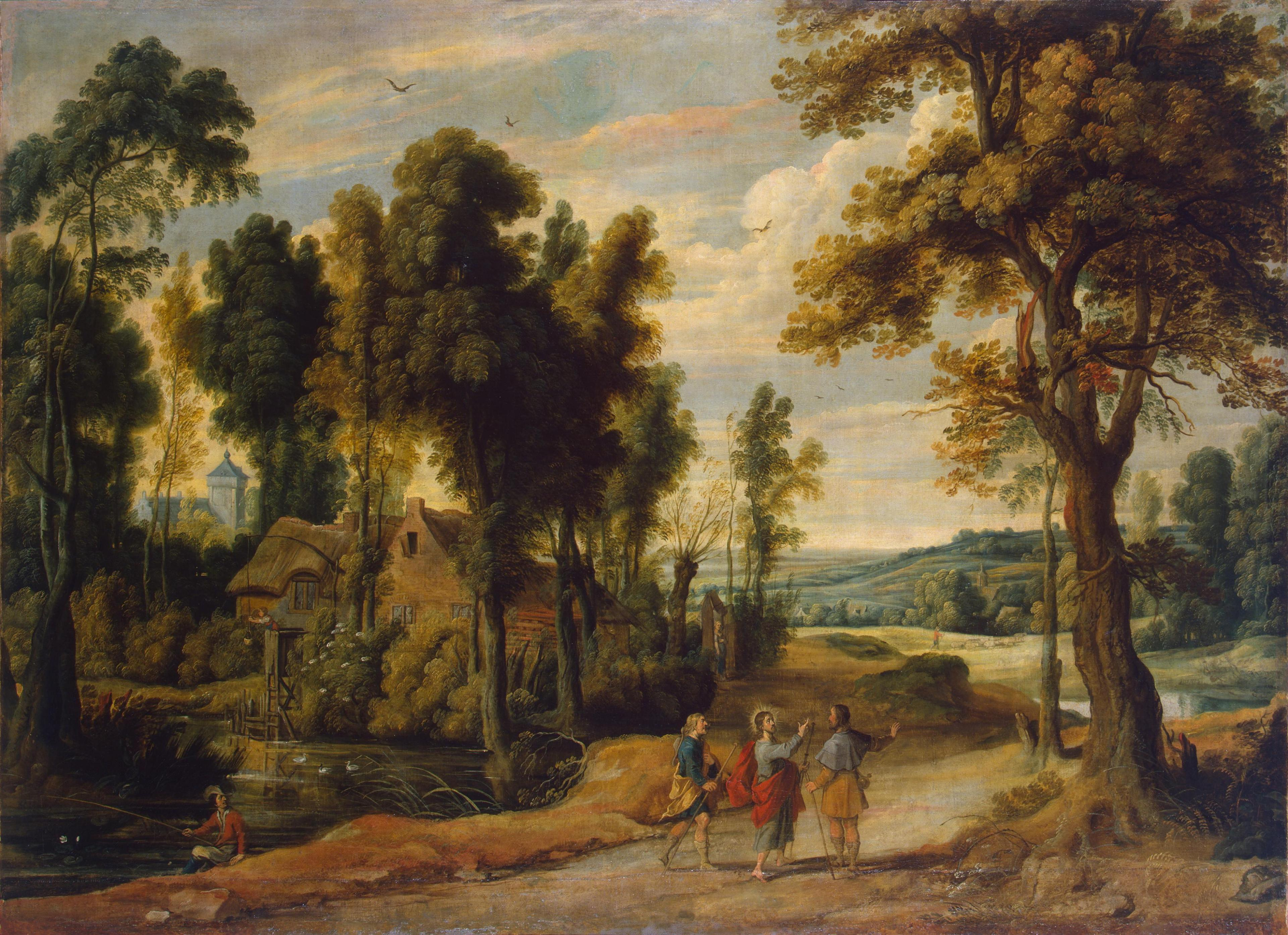
エマオに行く復活したキリスト(1640s) エルミタージュ美術館